# Стретфорд
Стре́тфорд (англ. Stretford) — город в муниципальном районе Траффорд, графство Большой Манчестер, Англия. Расположен на равнинной местности между рекой Мерси и Судоходным каналом Манчестера в 6,1 км в юго-западу от городского центра Манчестера и в 4,8 км к юго-юго-востоку от Солфорда. Население, по данным переписи 2001 года, составляет 37 455 человек.
С 1910 года в Стретфорде базируется футбольный клуб «Манчестер Юнайтед», а с 1864 года — крикетный клуб графства Ланкашир. Среди известных жителей города можно назвать музыкантов Моррисси и Джея Кея.

## История
Название «Стретфорд» происходит от слова street (др.-англ. stræt, улица) и ford (мост). Таким образом, Стретфорд — мост через реку Мерси.
Исторически был частью Ланкашира. В XIX веке Стретфорд был сельскохозяйственной деревней, известной под названием Поркхэмптон (англ. Porkhampton). Город производил более 500 тонн овощей в неделю к 1845 году. В конце XIX века началась активная индустриализация близлежащих территорий. К 2001 году менее 1 % жителей Стретфорда занимались сельским хозяйством. В Стретфорд из Манчестера пущена линия современной трамвайно-легкорельсовой системы Manchester Metrolink.

## Спорт
В Стретфорде базируется футбольный клуб «Манчестер Юнайтед», который с 1910 года выступает на стадионе «Олд Траффорд». Западная трибуна «Олд Траффорд» широко известна под названием «Стретфорд Энд».

## Известные уроженцы
- Лоуренс Стивен Лаури (1887—1976) — британский художник-пейзажист
- Иэн Кёртис (1956 — 1980) — Рок-музыкант, поэт, вокалист и автор всех текстов песен группы Joy Division.